# Pölle 30 (Quedlinburg)

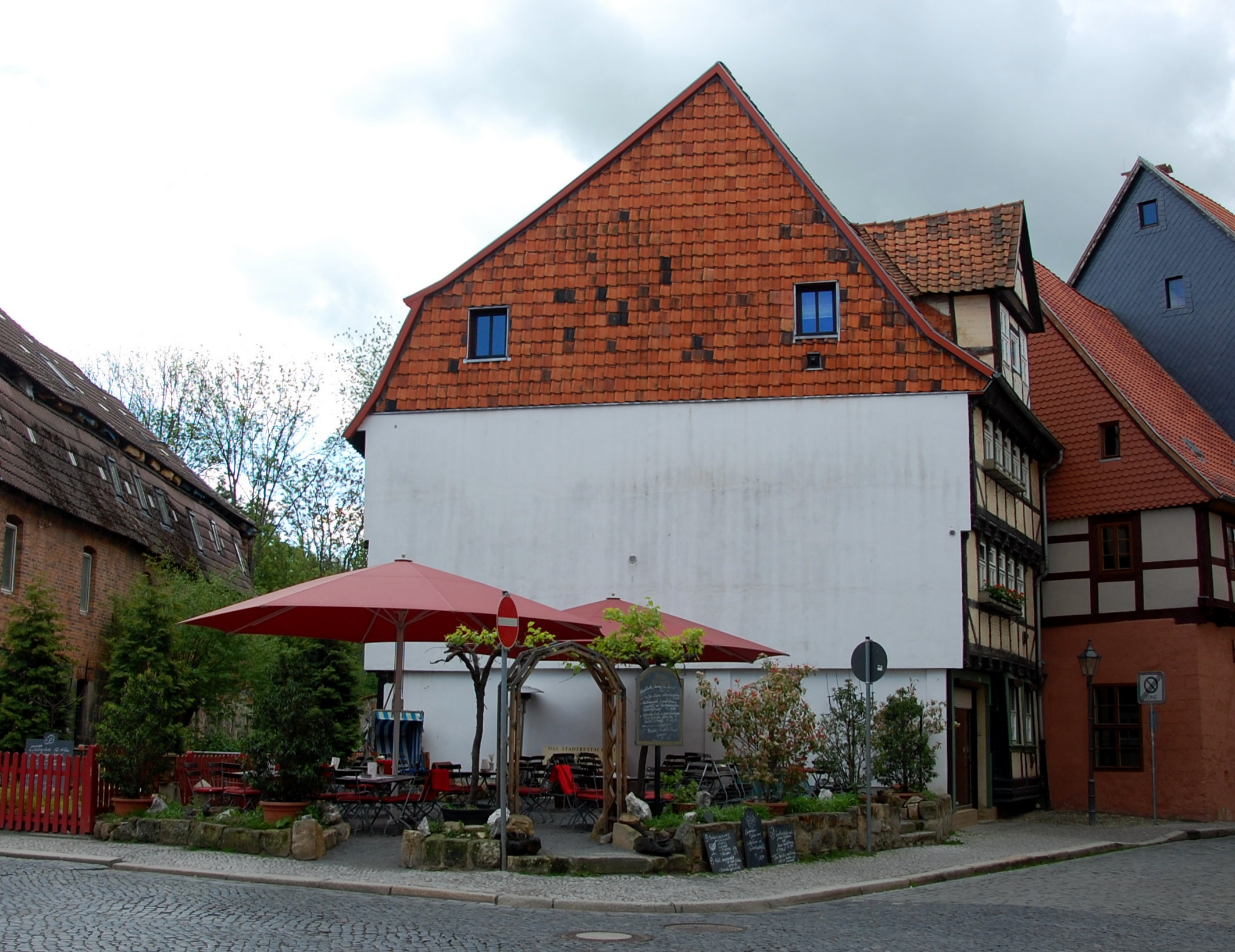
Grundstück Pölle 30 im Jahr 2014

Pölle 30 ist die im Quedlinburger Denkmalverzeichnis eingetragene Bezeichnung einer denkmalgeschützten Tür in der Stadt Quedlinburg in Sachsen-Anhalt. Der Verbleib der Haustür ist in der Öffentlichkeit nicht bekannt.

## Gestaltung und Geschichte
Die reich im Stil des Barock gestaltete Holztür befand sich ursprünglich am Haus Pölle 30 in der Quedlinburger Altstadt. Sie wurde dann im an gleicher Stelle entstandenen Ersatzneubau wiederverwandt. Dabei wurde sie etwas reduziert. Als Verzierungen fanden sich frühe Rautenmotive sowie Schnitzereien in Form von Weinlaub. Eingesetzt war sie als Haustür zur Straße Pölle hin und befand sich an der Südkante des Hauses unmittelbar an der Grenze zum südlich gelegenen Haus Pölle 31. Im Haus Pölle 30 war das Modegeschäft Haus des Herren untergebracht.
Ende des 20. Jahrhunderts war der nicht denkmalgeschützte Ersatzneubau baufällig und wurde dann im Jahr 2006 wegen Einsturzgefahr abgerissen. Der Verbleib der Haustür ist unklar. Heute wird das Grundstück Pölle 30 als Fläche für Freiluftgastronomie der gegenüber im Haus Pölle 29 gelegenen Gaststätte Prinz Heinrich genutzt.